# اسکار سویا
اسکار سویا (اسپانیایی: Óscar Sevilla‎؛ زادهٔ ۲۹ سپتامبر ۱۹۷۶) دوچرخه‌سوار اهل اسپانیا است. وی در مسابات تور دو فرانس و جیرو دیتالیا شرکت کرده است.